# Super League XIX
Die Super League XIX (aus Sponsoringgründen auch als First Utility Super League XIX bezeichnet) war im Jahr 2014 die neunzehnte Saison der Super League in der Sportart Rugby League. Nachdem er bereits den ersten Tabellenplatz nach Ende der regulären Saison belegt hatte, schaffte der St Helens RLFC es ins Super League Grand Final, in dem er 14:6 gegen die Wigan Warriors gewann. Damit gewann er die Super League zum sechsten Mal.

## Tabelle
|     | Team                       | Spiele | Siege | Unent. | Ndlg. | Spiel- punkte | Diff. | Tabellen- punkte |
| --- | -------------------------- | ------ | ----- | ------ | ----- | ------------- | ----- | ---------------- |
| 01. | St Helens                  | 27     | 19    | 0      | 8     | 796:563       | + 233 | 38               |
| 02. | Wigan Warriors             | 27     | 18    | 1      | 8     | 834:429       | + 405 | 37               |
| 03. | Huddersfield Giants        | 27     | 17    | 3      | 7     | 785:626       | + 159 | 37               |
| 04. | Castleford Tigers          | 27     | 17    | 2      | 8     | 814:583       | + 231 | 36               |
| 05. | Warrington Wolves          | 27     | 17    | 1      | 9     | 793:515       | + 278 | 35               |
| 06. | Leeds Rhinos               | 27     | 15    | 2      | 10    | 685:421       | + 264 | 32               |
| 07. | Dragons Catalans           | 27     | 14    | 1      | 12    | 733:667       | + 66  | 29               |
| 08. | Widnes Vikings             | 27     | 13    | 1      | 13    | 611:725       | - 114 | 27               |
| 09. | Hull Kingston Rovers       | 27     | 10    | 3      | 14    | 627:665       | - 38  | 23               |
| 10. | Salford Red Devils         | 27     | 11    | 1      | 15    | 608:695       | - 87  | 23               |
| 11. | Hull FC                    | 27     | 10    | 2      | 15    | 653:586       | + 67  | 22               |
| 12. | Wakefield Trinity Wildcats | 27     | 10    | 1      | 16    | 557:750       | − 193 | 21               |
| 13. | Bradford Bulls             | 27     | 8     | 0      | 19    | 512:984       | − 472 | 10*              |
| 14. | London Broncos             | 27     | 1     | 0      | 26    | 438:1237      | − 799 | 2                |

- Bradford wurden am 25. Februar 6 Punkte abgezogen wegen Anmeldung von Administration[1].

## Playoffs

### Qualifikations/Ausscheidungs-Playoffs
| 18. September 20:00 | Wigan Warriors | 57 : 4         | Huddersfield Giants         | DW Stadium, Wigan Zuschauer: 8.562 Schiedsrichter: Richard Silverwood |
| 18. September 20:00 | Versuche: Charnley 23. n.erh., 58. erh. Smith 25. erh. Clubb 33. erh. Farrell 35. n.erh. Tomkins 47. erh. Sarginson 51. erh. Bowen 54. erh. O’Loughlin 64. n.erh. Burgess 73. n.erh. Erhöhungen: Smith (6/10) Straftritte: Smith 6., 33. Dropgoals: Smith 80. | (24:0) Bericht | Versuche: Cudjoe 42. n.erh. | DW Stadium, Wigan Zuschauer: 8.562 Schiedsrichter: Richard Silverwood |

| 19. September 20:00 | St Helens | 41 : 0         | Castleford Tigers | Langtree Park, St Helens Zuschauer: 7.458 Schiedsrichter: James Child |
| 19. September 20:00 | Versuche: Roby 19. erh., 26. erh. Turner 46. erh. Swift 57. erh. Makinson 64. n.erh. Armor 68. erh. Masoe 75. erh. Erhöhungen: Percival (6/7) Dropgoals: Turner 40. | (13:0) Bericht |                   | Langtree Park, St Helens Zuschauer: 7.458 Schiedsrichter: James Child |

| 20. September 14:45 | Warrington Wolves                                                                            | 22 : 19        | Widnes Vikings                                                                                  | Halliwell Jones Stadium, Warrington Zuschauer: 7.229 Schiedsrichter: Ben Thaler |
| 20. September 14:45 | Versuche: Monaghan 36. erh., 43. erh., 57. erh. Evans 49. n.erh. Erhöhungen: Ratchford (3/4) | (6:19) Bericht | Versuche: Flynn 5. erh., 9. erh. Hanbury 30. erh. Erhöhungen: Tickle (3/3) Dropgoals: Brown 40. | Halliwell Jones Stadium, Warrington Zuschauer: 7.229 Schiedsrichter: Ben Thaler |

| 20. September 17:15 | Leeds Rhinos | 20 : 24        | Dragons Catalans                                                                             | Headingley Carnegie Stadium, Leeds Zuschauer: 7.112 Schiedsrichter: Phil Bentham |
| 20. September 17:15 | Versuche: Ablett 16. erh. Watkins 39. erh. Jones-Buchanan 70. erh. Erhöhungen: Sinfield (3/3) Straftritte: Sinfield 36. | (14:6) Bericht | Versuche: Williams 26. erh., 79. erh. Taia 47. erh. Anderson 57. erh. Erhöhungen: Bosc (4/4) | Headingley Carnegie Stadium, Leeds Zuschauer: 7.112 Schiedsrichter: Phil Bentham |

### Viertelfinale
| 25. September 20:00 | Castleford Tigers                                                                   | 14 : 30        | Warrington Wolves | The Jungle, Castleford Zuschauer: 6.219 Schiedsrichter: Phil Bentham |
| 25. September 20:00 | Versuche: Ellis 24. n.erh. Dorn 57. erh. Shenton 77. n.erh. Erhöhungen: Sneyd (1/3) | (4:10) Bericht | Versuche: Atkins 4. erh. Monaghan 28. n.erh., 73. erh. O’Brien 63. erh. Evans 66. n.erh. Erhöhungen: Ratchford (3/5) Straftritte: Ratchford 53., 71. | The Jungle, Castleford Zuschauer: 6.219 Schiedsrichter: Phil Bentham |

| 26. September 20:00 | Huddersfield Giants                                                                      | 16 : 18         | Dragons Catalans                                                                                             | John Smith’s Stadium, Huddersfield Zuschauer: 6.900 Schiedsrichter: James Child |
| 26. September 20:00 | Versuche: Broughton 3. n.erh. Murphy 27. erh. Robinson 62. erh. Erhöhungen: Brough (2/3) | (10:10) Bericht | Versuche: Millard 12. n.erh. Oldfield 20. erh. Pomeroy 69. erh. Erhöhungen: Bosc (2/3) Straftritte: Bosc 46. | John Smith’s Stadium, Huddersfield Zuschauer: 6.900 Schiedsrichter: James Child |

### Halbfinale
| 2. Oktober 20:00 | St Helens | 30 : 12        | Dragons Catalans                                                   | Langtree Park, St Helens Zuschauer: 8.888 Schiedsrichter: Richard Silverwood |
| 2. Oktober 20:00 | Versuche: Turner 26. erh. Swift 38. erh. Manu 49. erh. Masoe 60. erh. Percival 64. n.erh. Erhöhungen: Percival (4/5) Dropgoals: Percival 56. | (12:6) Bericht | Versuche: Escaré 22. erh. Oldfield 68. erh. Erhöhungen: Bosc (2/2) | Langtree Park, St Helens Zuschauer: 8.888 Schiedsrichter: Richard Silverwood |

| 3. Oktober 20:00 | Wigan Warriors                                                                                                 | 16 : 12       | Warrington Wolves                                                                                   | DW Stadium, Wigan Zuschauer: 15.023 Schiedsrichter: Phil Bentham |
| 3. Oktober 20:00 | Versuche: Tomkins 24. erh. Gelling 54. n.erh. Burgess 79. n.erh. Erhöhungen: Smith (1/3) Straftritte: Smith 8. | (8:4) Bericht | Versuche: Monaghan 38. n.erh. O’Brien 46. erh. Erhöhungen: O’Brien (1/1) Straftritte: Ratchford 66. | DW Stadium, Wigan Zuschauer: 15.023 Schiedsrichter: Phil Bentham |

### Grand Final
| 11. Oktober 2014 18:00 | St Helens                                                                                         | 14 : 6        | Wigan Warriors                                      | Old Trafford, Trafford Zuschauer: 70.102 Schiedsrichter: Phil Bentham |
| 11. Oktober 2014 18:00 | Versuche: Soliola 54. erh. Makinson 69. erh. Erhöhungen: Percival (2/2) Straftritte: Percival 30. | (2:6) Bericht | Versuche: Burgess 40. n.erh. Straftritte: Smith 17. | Old Trafford, Trafford Zuschauer: 70.102 Schiedsrichter: Phil Bentham |

| 17                 | Paul Wellens              |
| 2                  | Thomas Makinson           |
| 22                 | Mark Percival             |
| 4                  | Josh Jones                |
| 5                  | Adam Swift                |
| 15                 | Mark Flanagan             |
| 6                  | Lance Hohaia              |
| 16                 | Kyle Armor                |
| 9                  | James Roby                |
| 8                  | Mose Masoe                |
| 10                 | Louie McCarthy-Scarsbrook |
| 11                 | Iosia Soliola             |
| 3                  | Jordan Turner             |
| Auswechselspieler: |                           |
| 13                 | Willie Manu               |
| 18                 | Alex Walmsley             |
| 27                 | Greg Richards             |
| 28                 | Luke Thompson             |

| 1                  | Matthew Bowen    |
| 2                  | Josh Charnley    |
| 5                  | Anthony Gelling  |
| 23                 | Dan Sarginson    |
| 32                 | Joe Burgess      |
| 6                  | Blake Green      |
| 7                  | Matty Smith      |
| 10                 | Ben Flower       |
| 19                 | Sam Powell       |
| 17                 | Dominic Crosby   |
| 15                 | Logan Tomkins    |
| 12                 | Liam Farrell     |
| 13                 | Sean O’Loughlin  |
| Auswechselspieler: |                  |
| 22                 | Eddy Pettybourne |
| 24                 | Tony Clubb       |
| 25                 | John Bateman     |
| 27                 | George Williams  |

## Statistik
Meiste erzielte Versuche
|    | Name                | Versuche | Verein              |
| -- | ------------------- | -------- | ------------------- |
| 1. | Joel Monaghan       | 28       | Warrington Wolves   |
| 2. | Morgan Escaré       | 27       | Dragons Catalans    |
| 3. | Thomas Makinson     | 25       | St Helens           |
| 4. | Michael Oldfield    | 20       | Dragons Catalans    |
| 4. | Jermaine McGillvary | 20       | Huddersfield Giants |
| 6. | Josh Charnley       | 19       | Wigan Warriors      |
| 7. | Elliott Whitehead   | 18       | Dragons Catalans    |
| 8. | Justin Carney       | 17       | Castleford Tigers   |
| 8. | Joe Wardle          | 17       | Huddersfield Giants |
| 8. | Joe Burgess         | 17       | Wigan Warriors      |

Meiste erzielte Punkte
|    | Name           | Punkte | Verein                     |
| -- | -------------- | ------ | -------------------------- |
| 1. | Danny Brough   | 142    | Huddersfield Giants        |
| 2. | Luke Walsh     | 126    | St Helens                  |
| 3. | Marc Sneyd     | 124    | Castleford Tigers          |
| 4. | Kevin Sinfield | 112    | Leeds Rhinos               |
| 5. | Jarrod Sammut  | 100    | Wakefield Trinity Wildcats |